# Derthona Foot Ball Club 1982-1983
Questa pagina raccoglie le informazioni riguardanti il Derthona Foot Ball Club nelle competizioni ufficiali della stagione 1982-1983.

## Stagione
Nella stagione 1982-1983 il Derthona ha disputato il girone A del campionato di Serie C2, piazzandosi in sesta posizione di classifica con 35 punti. Il torneo è stato vinto con 50 punti dal Prato che ha ottenuto la promozione in Serie C1, la seconda promossa è stato il Foligno che ha ottenuto 44 punti.

## Rosa
| N. |                   | Ruolo | Calciatore       |
| -- | ----------------- | ----- | ---------------- |
|    | Italia (bandiera) | D     | Lorenzo Balestro |
|    | Italia (bandiera) | D     | Valeriano Bisi   |
|    | Italia (bandiera) | D     | Mauro Briccola   |
|    | Italia (bandiera) | D     | Maurizio Gabbana |
|    | Italia (bandiera) | D     | Claudio Gabetta  |
|    | Italia (bandiera) | A     | Marco Grossi     |
|    | Italia (bandiera) | C     | Claudio Legnani  |
|    | Italia (bandiera) | D     | Tiziano Lunghi   |
|    | Italia (bandiera) | D     | Flavio Manfredi  |
|    | Italia (bandiera) | A     | Virginio Molteni |
|    | Italia (bandiera) | A     | Oreste Morgia    |

| N. |                   | Ruolo | Calciatore              |
| -- | ----------------- | ----- | ----------------------- |
|    | Italia (bandiera) | C     | Romano Mutti            |
|    | Italia (bandiera) | C     | Cristiano Patta         |
|    | Italia (bandiera) | C     | Maurizio Pertusi        |
|    | Italia (bandiera) | P     | Gianbattista Piacentini |
|    | Italia (bandiera) | A     | Alessandro Quagliaroli  |
|    | Italia (bandiera) | C     | Sergio Riccardino       |
|    | Italia (bandiera) | C     | Filippo Satriano        |
|    | Italia (bandiera) | P     | Stefano Tana            |
|    | Italia (bandiera) | A     | Alberto Tarditi         |
|    | Italia (bandiera) | A     | Silvano Villa           |

## Risultati

### Campionato

#### Girone di andata
| 19 settembre 1982 1ª giornata | Derthona | 0 – 0 | Pontedera |  |

| 26 settembre 1982 2ª giornata | Cerretese | 1 – 1 | Derthona |  |

| 3 ottobre 1982 3ª giornata | Derthona | 2 – 0 | Civitavecchia |  |

| 10 ottobre 1982 4ª giornata | Savona | 1 – 1 | Derthona |  |

| 17 ottobre 1982 5ª giornata | Derthona | 1 – 0 | Alessandria |  |

| 24 ottobre 1982 6ª giornata | Casale | 1 – 0 | Derthona |  |

| 31 ottobre 1982 7ª giornata | Asti TSC | 1 – 1 | Derthona |  |

| 7 novembre 1982 8ª giornata | Derthona | 2 – 2 | Montecatini |  |

| 14 novembre 1982 9ª giornata | Torres | 0 – 0 | Derthona |  |

| 21 novembre 1982 10ª giornata | Derthona | 0 – 2 | Grosseto |  |

| 28 novembre 1982 11ª giornata | Foligno | 1 – 0 | Derthona |  |

| 5 dicembre 1982 12ª giornata | Derthona | 4 – 1 | Imperia |  |

| 12 dicembre 1982 13ª giornata | Spezia | 1 – 0 | Derthona |  |

| 19 dicembre 1982 14ª giornata | Derthona | 1 – 1 | Carbonia |  |

| 9 gennaio 1983 15ª giornata | Derthona | 1 – 0 | Sant'Elena |  |

| 16 gennaio 1983 16ª giornata | Lucchese | 2 – 1 | Derthona |  |

| 23 gennaio 1983 17ª giornata | Derthona | 1 – 2 | Prato |  |

#### Girone di ritorno
| 30 gennaio 1983 18ª giornata | Pontedera | 2 – 2 | Derthona |  |

| 6 febbraio 1983 19ª giornata | Derthona | 1 – 0 | Cerretese |  |

| 13 febbraio 1983 20ª giornata | Civitavecchia | 0 – 0 | Derthona |  |

| 20 febbraio 1983 21ª giornata | Derthona | 1 – 0 | Savona |  |

| 27 febbraio 1983 22ª giornata | Alessandria | 0 – 1 | Derthona |  |

| 6 marzo 1983 23ª giornata | Derthona | 0 – 0 | Casale |  |

| 13 marzo 1983 24ª giornata | Derthona | 0 – 1 | Asti TSC |  |

| 20 marzo 1983 25ª giornata | Montecatini | 1 – 0 | Derthona |  |

| 2 aprile 1983 26ª giornata | Derthona | 2 – 1 | Torres |  |

| 10 aprile 1983 27ª giornata | Grosseto | 1 – 2 | Derthona |  |

| 17 aprile 1983 28ª giornata | Derthona | 0 – 0 | Foligno |  |

| 1º maggio 1983 29ª giornata | Imperia | 1 – 1 | Derthona |  |

| 8 maggio 1983 30ª giornata | Derthona | 3 – 0 | Spezia |  |

| 15 maggio 1983 31ª giornata | Carbonia | 2 – 1 | Derthona |  |

| 22 maggio 1983 32ª giornata | Sant'Elena | 1 – 1 | Derthona |  |

| 29 maggio 1983 33ª giornata | Derthona | 2 – 0 | Lucchese |  |

| 5 giugno 1983 34ª giornata | Prato | 4 – 2 | Derthona |  |